# Public Works Administration

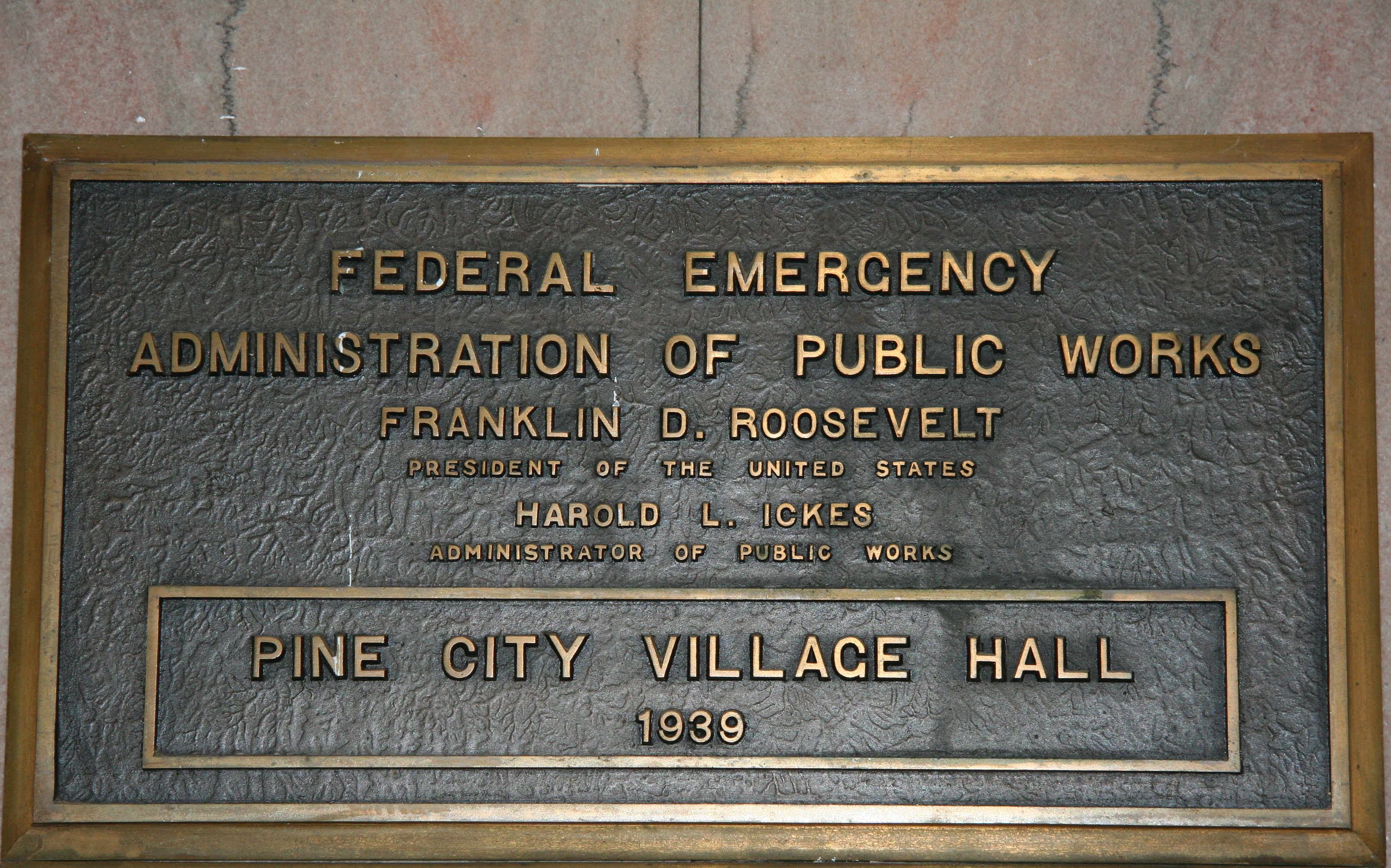
Placca del progetto Federal Emergency Administration of Public Works a Pine City (Minnesota), City Hall

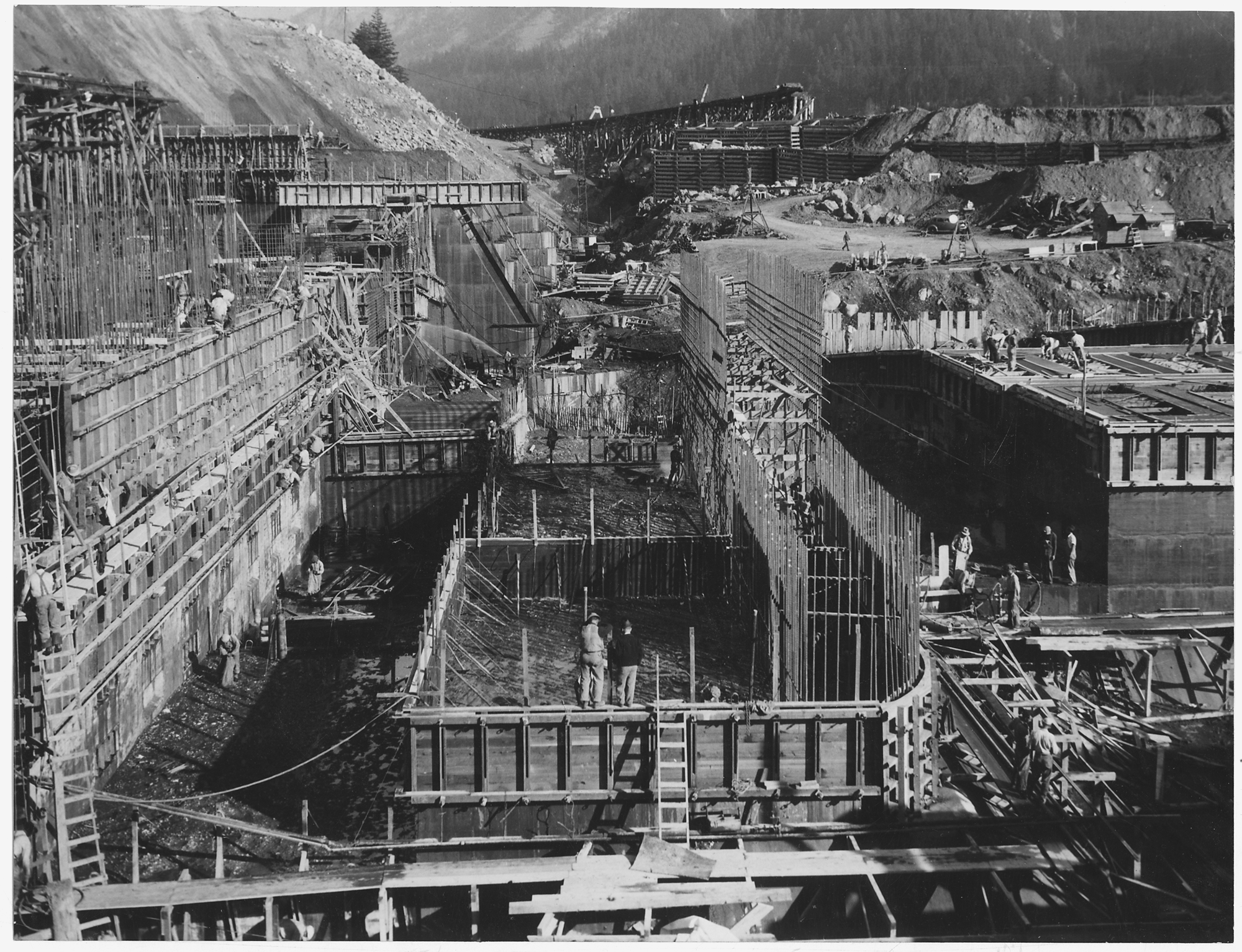
Progetto della Public Works Administration e del U.S. Army Corps of Engineers per la costruzione della diga di Bonneville in Oregon

La Public Works Administration (PWA), parte del New Deal del 1933, fu un'agenzia per lavori di costruzione su larga scala negli Stati Uniti diretta dal Segretario degli affari interni Harold L. Ickes. Essa fu creata con il National Industrial Recovery Act nel giugno 1933 in risposta alla Grande depressione e provvide a far eseguire lavori pubblici su larga scala come dighe, ponti, ospedali e scuole. I suoi scopi furono di spendere 3,3 miliardi di dollari (circa $10 per persona negli U.S.A.) nel primo anno e 6 miliardi (circa $18 per persona) in tutto, per generare posti di lavoro, stabilizzare il potere di acquisto e ravvivare l'economia. Gran parte della spesa avvenne in due ondate, una negli anni 1933–1935 e un'altra nel 1938. Originalmente denominata Federal Emergency Administration of Public Works (Amministrazione Federale di Emergenza di Lavori Pubblici), fu rinominata Public Works Administration (Amministrazione dei Lavori Pubblici) nel 1935 e fu chiusa nel 1944.
La PWA spese oltre $7 miliardi (circa $22 per persona negli Stati Uniti) per contratti con aziende private di costruzioni che eseguirono di fatto i lavori, creando un'infrastruttura che fu orgoglio locale e nazionale negli anni 1930 ed è tuttora vitale, nove decenni dopo. La PWA fu molto meno controversa della sua agenzia rivale, la Works Progress Administration (WPA), diretta da Harry Hopkins, che si focalizzò su progetti minori e che assumeva lavoratori disoccupati e privi di specializzazione.

## Origini
L'Amministrazione creò la PWA nel tentativo di favorire il recupero dell'economia dopo la Grande Depressione. Il suo obiettivo principale era quello di ridurre la disoccupazione, che aveva raggiunto il 24% della forza-lavoro. Inoltre la PWA perseguiva anche lo scopo di aumentare il potere di acquisto costruendo nuovi edifici pubblici e nuove strade. Frances Perkins aveva suggerito per primo un programma di lavori pubblici finanziati con fondi federali e questa idea ricevette un notevole sostegno da parte di Harold L. Ickes, James Farley ed Henry Wallace. Dopo aver ridotto i costi iniziali della PWA, Franklin Delano Roosevelt accettò d'includere la PWA nelle sue proposte per il New Deal nei "cento giorni" della primavera del 1933.

## Progetti

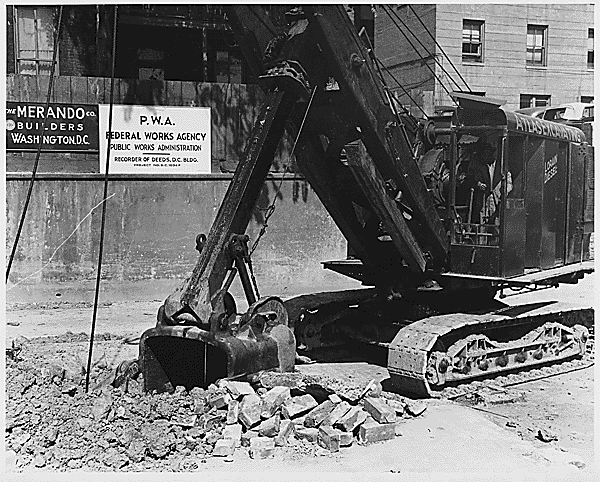
Costruzione PWA sita in Washington, DC, nel 1933

Il quartier generale PWA a Washington pianificava progetti, che venivano realizzati da costruttori privati assumendo operai sul mercato libero. Diversamente dalla WPA, esso non assumeva direttamente. Più di ogni altro programma del New Deal, la PWA compendiava la progressiva nozione di "innescare la pompa" per incoraggiare la ripresa economica. Tra luglio 1933 e marzo 1939, la PWA fondò e amministrò la creazione di più di 34 000 progetti, tra cui aeroporti, grosse dighe di bacini idroelettrici, grosse navi per la Marina militare e ponti, il 70% delle nuove scuole e un terzo degli ospedali costruiti negli anni 1933–1939.
Strade e autostrade furono oggetto della maggior parte dei progetti PWA, come 11 428 progetti di strade, o il 33% di tutti i progetti PWA, pari a oltre il 15% del suo budget complessivo. Edifici scolastici, 7 488 in tutto, furono i secondi con il 14% della spesa. PWA funzionava principalmente tramite assegnazioni alle varie agenzie federali; concedendo prestiti e garanzie a stati e ad altri enti pubblici e facendo prestiti a breve termine alle società ferroviarie senza chiedere garanzie. Per esempio, fornì fondi alla Divisione Indiana del Civilian Conservation Corps (CCC) per costruire strade, ponti e altri lavori pubblici in e vicino a riserve indiane.

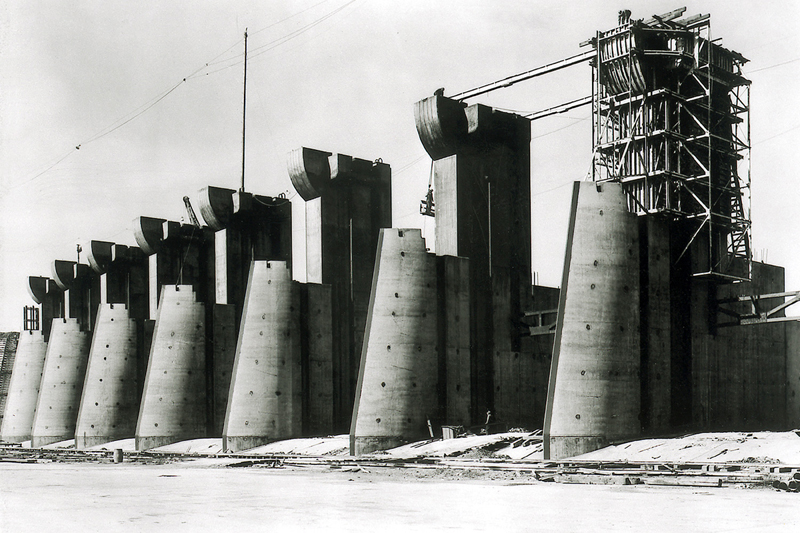
Fort Peck Dam in Montana; costruzione di uno sfioratore. Una delle maggiori dighe nel mondo, essa continua a generare elettricità. Nel luglio 1936, alla sua costruzione concorsero 10500 lavoratori.

PWA divenne, con il suo effetto moltiplicatore e un primo budget biennale di $3,3 miliardi (comparato all'intero GDP di $60 miliardi), la forza trainante del maggiore sforzo di costruzione degli Stati Uniti fino a oggi. Entro il giugno 1934, l'agenzia aveva distribuito tutti i suoi fondi per 13 266 progetti federali e 2407 non-federali.  Per ogni lavoratore su un progetto PWA, quasi altri due furono impiegati indirettamente. PWA realizzò l'elettrificazione dell'America rurale, la costruzione di canali, gallerie, ponti, autostrade, vie, sistemi fognari e zone abitative, come anche ospedali, scuole e università; ogni anno, essa consumava all'incirca la metà del cemento e un terzo dell'acciaio dell'intera nazione. La PWA elettrificò anche la Pennsylvania Railroad tra New York e Washington. A livello locale,  costruì tribunali, scuole, ospedali e altre opere pubbliche che rimangono in uso nel 21º secolo.